# Deltaville
Deltaville – jednostka osadnicza w Stanach Zjednoczonych, w stanie Wirginia, w hrabstwie Middlesex.